# Moonfall
Moonfall (conocida como Moonfall: Impacto lunar en Hispanoamérica) es una película chino-alemana estadounidense de acción y ciencia ficción de 2022 perteneciente a los géneros space opera y ciencia ficción apocalíptica, coescrita y dirigida por Roland Emmerich. Es protagonizada por Halle Berry, Patrick Wilson, John Bradley, Michael Peña, Charlie Plummer, Kelly Yu y Donald Sutherland. La película se rodó en Montreal con un presupuesto de 140 millones de dólares, lo que la convierte en una de las películas de producción independiente más caras de todos los tiempos.
Moonfall fue estrenada en cines el 4 de febrero de 2022 por Lionsgate, y el 13 de mayo fue estrenada a través de Prime Video y HBO Max.

## Sinopsis
En 2011, los astronautas Brian Harper, Jocinda Fowler y el recién llegado Marcus están en una misión a bordo de un transbordador espacial para reparar un satélite cuando Harper es testigo de un misterioso enjambre negro que ataca al orbitador, matando a Marcus e incapacitando a Fowler antes de que Harper pueda volver a entrar en el transbordador y tomar el control. Aunque inicialmente es aclamado como un héroe por devolver con éxito el transbordador a la Tierra, Harper intenta contar su historia, que es descartada por la NASA y, después de una investigación de dieciocho meses, se culpa a un error humano por el incidente, ya que la cuenta de Harper sigue siendo ampliamente conocida, incrédulo cuando Fowler no lo defiende durante la audiencia, Harper es despedido.
Diez años después, el teórico de la conspiración K.C. Houseman, que cree que la Luna es una megaestructura artificial, roba tiempo en un telescopio de investigación y descubre que la órbita de la Luna se está acercando a la Tierra. Intenta compartir sus hallazgos con Harper, quien lo despide, lo que lleva a Houseman a hacerlo público en las redes sociales. La NASA descubre la anomalía de forma independiente y organiza una misión en un Bloque SLS 2 para investigar la anomalía. El mismo enjambre que había atacado la misión de Harper reaparece, matando a los tres miembros de la tripulación después de que lanzan una sonda en un agujero artificial de kilómetros de profundidad en la Luna.
A medida que la órbita de la Luna continúa deteriorándose, cae más cerca de la Tierra y provoca desastres cataclísmicos como tsunamis, anomalías gravitacionales y disipación atmosférica. Fowler, ahora subdirector de la NASA, se entera de que el Apolo 11 había descubierto anomalías en la superficie de la Luna durante su alunizaje, y que un apagón de radio de dos minutos estaba destinado a ocultar cómo la Luna resonaba con fuerza cuando los tanques de combustible de la nave espacial fueron desechados, lo que sugiere un interior hueco. Un programa militar con nombre en código ZX7 había creado un EMP en un intento de matar al enjambre, pero fue abandonado por razones de presupuesto. Fowler ordena sacar el EMP del almacenamiento y saca el Transbordador espacial Endeavour retirado del su museo para servir en la misión. Harper, Houseman y Fowler se lanzan con el EMP, escapando por poco de un tsunami que destruye la Base de la Fuerza Espacial Vandenberg.
Cuando la tripulación ingresa al interior de la Luna, descubren que el enjambre está absorbiendo energía generada por una enana blanca en el centro de la Luna, lo que hace que la órbita de la megaestructura artificial se desestabilice a medida que su fuente de poder se agota. Harper se entera de que la megaestructura fue construida por los antepasados de la humanidad, que eran más avanzados tecnológicamente que sus descendientes actuales. La Luna se construyó hace miles de millones de años como un arca para repoblar a la humanidad, que estaba siendo perseguida por una inteligencia artificial rebelde que se hizo demasiado fuerte. El enjambre en la Luna es una de esas IA que responde a la actividad electrónica en presencia de vida orgánica. A medida que la Luna continúa acercándose a la Tierra, el presidente de los Estados Unidos le da al presidente del Estado Mayor Conjunto, el general Jenkins, órdenes de lanzar un ataque nuclear hacia la luna. Sin embargo, el jefe de Estado Mayor de la Fuerza Aérea, General Doug Davidson, se niega a llevar a cabo la orden de ataque nuclear para poder salvar la vida de su exesposa (Fowler), así como a Harper y Houseman, sacrificando su propia vida en el proceso.
Mientras tanto, el hijo de Harper, Sonny, escolta al hijo de Fowler, Jimmy, y a su niñera, Michelle, en un intento de llegar al búnker militar de Davidson en Colorado. Llegan a Aspen y se reúnen con la exesposa de Harper y la madre de Sonny, Brenda, así como con su familia adoptiva, pero quedan atrapados en los desastres causados por la rápida destrucción de la Luna. A medida que el grupo se dirige hacia el búnker, luchan contra otros sobrevivientes y desastres naturales cada vez más mortales antes de llegar a un túnel de montaña seguro. El esposo de Brenda, Tom, se sacrifica para salvar a su hija menor, asfixiándose cuando la atracción gravitacional de la Luna despoja a la atmósfera de oxígeno durante su paso.
Houseman usa el EMP y el módulo lunar de la tripulación para alejar al enjambre de la nave espacial antes de detonar el dispositivo, sacrificándose, destruyendo la IA y permitiendo que Fowler y Harper escapen. Con la energía restaurada, la Luna comienza a regresar a su órbita regular, poniendo fin a la destrucción en la Tierra. El sistema operativo de la Luna, en sí misma una IA benigna creada por los ancestros de la humanidad, revela que almacenó una copia de la conciencia de Houseman; apareciendo ante él como su madre, la IA afirma que necesitan ponerse a trabajar. Fowler y Harper regresan a la Tierra y se reúnen con Sonny, Jimmy, Michelle y Brenda.

## Reparto
- Halle Berry como Jocinda «Jo» Fowler
- Patrick Wilson como Brian Harper
- John Bradley como K.C. Houseman
- Michael Peña como Tom Lopez
- Charlie Plummer como Sonny Harper
- Kelly Yu como Michelle
- Donald Sutherland como Holdenfield
- Eme Ikwuakor como Doug Davidson
- Carolina Bartczak como Brenda Lopez
- Maxim Roy como Capitana Gabriella Claudicar
- Stephen Bogaert como Albert Hutchings
- Azriel Dalman como Sonny Chile

## Producción
En mayo de 2019 se anunció que Roland Emmerich escribiría y dirigiría la película, con un presupuesto fijado en 140 millones de dólares, lo que la convierte en una de las películas independientes más caras de la historia. Lionsgate adquirió los derechos de distribución estadounidenses de la película y AGC International adquirió los derechos de distribución internacional.
En mayo de 2020, Josh Gad y Halle Berry fueron elegidos para el reparto, y Patrick Wilson y Charlie Plummer se agregaron en junio. En octubre, se unieron Stanley Tucci, John Bradley, Donald Sutherland y Eme Ikwuakor, y Bradley reemplazó a Gad debido a conflictos de programación. El rodaje comenzó en Montreal en octubre de 2020, después de haber sido planeado previamente para un comienzo en primavera. Michael Peña, Carolina Bartczak, Maxim Roy y Stephen Bogaert se agregaron en enero de 2021, y Peña reemplazó a Tucci en su papel debido a las restricciones de viaje por la COVID-19 que impidieron que Tucci viajara a la producción.

## Estreno
La película fue estrenada el 4 de febrero de 2022. y también estrenó a través de Prime Video y HBO Max el 13 de mayo.

## Recepción
Moonfall recibió reseñas mixtas a negativas de parte de la crítica y de la audiencia. En el sitio web especializado Rotten Tomatoes, la película posee una aprobación de 35%, basada en 216 reseñas, con una calificación de 4.4/10 y con un consenso crítico que dice: "Si Moonfall es tan mala que es buena o simplemente mala dependerá de tu tolerancia por lo cursi de las películas de clase B -- pero de cualquier manera, este es un thriller de desastres de Emmerich de principio a fin." De parte de la audiencia tiene una aprobación de 51%, basada en más de 2500 votos, con una calificación de 3.1/5.
El sitio web Metacritic le dio a la película una puntuación de 41 de 100, basada en 45 reseñas, indicando "reseñas mixtas". Las audiencias encuestadas por CinemaScore le otorgaron a la película una "C+" en una escala de A+ a F, mientras que en el sitio IMDb los usuarios le asignaron una calificación de 5.1/10, sobre la base de más de 95 000 votos. En la página web FilmAffinity la cinta tiene una calificación de 4.4/10, basada en 7177 votos.